# New Hamilton
New Hamilton es un lugar designado por el censo ubicado en el condado de Monroe en el estado estadounidense de Misisipi. En el año 2010 tenía una población de 553 habitantes.

## Geografía
New Hamilton se encuentra ubicado en las coordenadas 33°44′16″N 88°26′41″O / 33.73778, -88.44472.